# Площадь Прешерна
Площадь Преше́рна (словен. Prešernov trg) — площадь неправильной формы в историческом центре Любляны.
Названа в честь словенского поэта Франце Прешерна, памятник которому установлен посреди площади.

## История
В Средние века место современной площади размещалось у ворот крепостных стен города, снесённых в конце XVIII века. На картах XVII века площадь уже существовала. В том же веке были построены францисканский монастырь и барочная церковь Благовещения. Связь с Городской площадью осуществлялась по мосту через реку Любляница. В 1842 году был сооружён каменный мост Франца, будущий Тройной мост.
После землетрясения 1895 года на месте старых построек возникли новые в стилях модерна и эклектики, в том числе неоренессансное здание центральной аптеки (дворец Майера), здание универмага. В 1901 году на площади были проложены трамвайные пути. В 1905 году по проекту словенского скульптора Ивана Заеца открыт памятник Франце Прешерну.
В 1991 году площадь отнесена к памятникам культуры местного значения.